# Scapogoephanes
Scapogoephanes es un género de escarabajos longicornios de la tribu Acanthocinini.

## Especies
- Scapogoephanes pusillus Breuning, 1955
- Scapogoephanes rhodesicus  Breuning, 1971
- Scapogoephanes usambaricus  Breuning, 1961